# 永胜乡 (乐山市)
永胜乡，是中华人民共和国四川省乐山市金口河区下辖的一个乡镇级行政单位。

## 行政区划
永胜乡下辖以下地区：
花茨村、五池村、大坪村、和平村、民主村、建设村、桅杆村和顺河村。